# Васильківщина (хутір)
Васильківщина — колишній хутір у Янушпільській волості Житомирського повіту Волинської губернії та Галіївській сільській раді Янушпільського району Житомирської і Бердичівської округ.

## Населення
Відповідно до перепису населення СРСР 17 грудня 1926 року, чисельність населення становила 107 осіб, з них 52 чоловіків та 55 жінок; етнічний склад: українців — 23, поляків — 84. Кількість домогосподарств — 22.

## Історія
Заснований 1908 року. До 1917 року входив до складу Янушпільської волості Житомирського повіту Волинської губернії. У 1923 році підпорядкований новоствореній Галіївській сільській раді, яка, 7 березня 1923 року, включена до складу новоутвореного Янушпільського району Житомирської округи. 17 червня 1925 року Янушпільський район передано до складу Бердичівської округи. Відстань до центру сільської ради, с. Галіївка — 5 верст, до районного центру, містечка Янушпіль — 5 верст, до окружного центру, в Бердичеві — 26 верст, до найближчої залізничної станції, Михайленки — 6 верст.
Знятий з обліку населених пунктів до 1 жовтня 1941 року.